# Norman Gimbel
Norman Gimble (Brooklyn (New York), 16 november 1927 – Montecito, 19 december 2018) was een Amerikaanse tekstschrijver van populaire liedjes, televisie- en filmthema's. Hij schreef de teksten voor nummers als Killing Me Softly with His Song, Ready to Take a Chance Again (beide met componist Charles Fox) en Canadian Sunset. Hij schreef ook Engelstalige teksten voor veel internationale hits, waaronder Sway, Summer Samba, The Girl from Ipanema, How Insensitive, Drinking-Water, Meditation, I Will Wait for You en Watch What Happens. Van de filmthema's die hij mede-schreef, waren er vijf genomineerd voor de Academy Awards en/of Golden Globe Awards, waaronder It Goes Like It Goes uit de film Norma Rae, die in 1979 de Academy Award voor «Best Original Song» won uit Rainbow Connection. Gimbel werd in 1984 opgenomen in de Songwriters Hall of Fame.

## Biografie
Gimbel was de zoon van de Joodse immigranten Lottie (Nass) en zakenman Morris Gimbel. Gimbel was autodidact in muziek en na een aanvankelijk dienstverband bij muziekuitgever David Blum, ontwikkelde hij zich tot een contract-songwriter bij Edwin H. Morris Music. Kleine successen en gematigde bekendheid kwamen als resultaat van de levendige nieuwe liederen Ricochet, die in 1953 populair werden gemaakt door Teresa Brewer, waaruit de Judy Canova-film Ricochet Romance uit 1954 en A Whale of a Tale, gezongen door Kirk Douglas in een andere productie uit 1954, Disney's 20.000 Leagues Under the Sea. Meer succes werd behaald met Dean Martins opname van Sway, die #6 bereikte in de Britse Singles Chart, gevolgd door zijn eerste grote succes, Andy Williams' vertolking van Canadian Sunset, die zich plaatste op #1 in 1956.

### Twee Broadway-musicals
Topsongwriter Frank Loesser werd Gimbels mentor en via Loesser ontmoette hij componist Moose Charlap, met wie hij de eerste van zijn talrijke liedjes schreef, die in de films Past the Age of Innocence, van de Monogram musical Rhythm Inn uit 1951 zouden verschijnen. Aan het einde van het decennium werkte hij samen met Charlap aan de enige Broadway-musicals Whoop-Up en The Conquering Hero, waarvoor hij teksten heeft geschreven. Whoop-Up speelt zich af in een moderne Indiaanse gemeenschap in een reservaat. De roman die de basis vormde voor de show Stay Away, Joe van Dan Cushman werd tien jaar later gefilmd onder de oorspronkelijke titel met behulp van een niet-gerelateerd scenario en partituur. De show Joe werd gespeeld door Ralph Young, die in de jaren 1960 en 1970 beroemd werd als de helft van het zingende duo Sandler & Young. De productie werd geregisseerd door Cy Feuer en gechoreografeerd door Onna White, die een Tony Award-nominatie ontving voor haar bijdrage aan de show, met een andere nominatie voor Julienne Marie voor «Best Featured Actress in a Musical». Cushman schreef samen met Feuer en Ernest H. Martin ook het boek van de show. Elf van de achttien nummers van Gimbel en Charlap waren te horen in het eerste bedrijf en de overige zeven in het tweede bedrijf. Whoop Up opende op 22 december 1958 in het Shubert Theatre en eindigde, ondanks enkele bemoedigende recensies, na een teleurstellende 56 uitvoeringen op 7 februari 1959.
De openingsavond van Conquering Hero was bijna twee jaar later op 16 januari 1961. De productie in het ANTA Playhouse had een boek van Larry Gelbart, gebaseerd op Preston Sturges' scenario en film Hail the Conquering Hero uit 1944. Het werd geregisseerd door Albert Marre en gechoreografeerd door Todd Bolender. Tom Poston speelde Woodrow Truesmith, het personage dat in de film is ontstaan door Eddie Bracken. Ella Raines' Libby werd gespeeld door Kay Brown en Lionel Stander vertolkte de rol van Sgt. Murdock. Het eerste bedrijf bevatte tien van de veertien nummers van Gimbel en Charlap, terwijl vier nummers (en vier reprises uit het eerste bedrijf) in het tweede bedrijf werden gezongen. Uiteindelijk verging het Hero nog slechter dan Whoop-Up en sloot op 21 januari na slechts 7 uitvoeringen.

### Hit Engelstalige songteksten van Braziliaanse en Franse liedjes
In 1963 werd Gimbel door muziekuitgever Lou Levy geïntroduceerd bij een groep jonge Braziliaanse bossanova-componisten, waaronder Antônio Carlos Jobim, Luiz Bonfá en Baden Powell, voor wiens werk hij Engelstalige teksten begon te schrijven. Met name creëerde hij de teksten voor Marcos Valle's Summer Samba, ook bekend als So Nice, evenals Jobims How Insensitive, The Girl from Ipanema (waardoor het een tophit werd voor Astrud Gilberto) en Meditation, dat de status heeft verworven van een klassieker in de genres jazz en bossa nova. Hij verzorgde ook de teksten voor de Franse componisten Michel Legrand (twee thema's uit The Umbrellas of Cherbourg - Watch What Happens en de voor een Oscar genomineerde I Will Wait for You) van Eddy Marnay, Emil Stern (Amazing) en zanger-componist Gilbert Bécaud (You'll See en andere songs). Hij verzorgde ook de teksten voor de Belgische jazzmondharmonicaspeler Toots Thielemans (Bluesette). Only Love werd gezongen door Nana Mouskouri - #2 Verenigd Koninkrijk (uitgevoerd voor de koningin-moeder).

### Carrière als tekstschrijver van filmliedjes en tv-thema's
In oktober 1968 verhuisde Norman Gimbel naar Los Angeles, waar hij actief werd in film en televisie. Onder de Hollywood-componisten met wie hij werkte, waren Elmer Bernstein, Bill Conti, Jack Elliott, Charles Fox, Dave Grusin, Maurice Jarre, Quincy Jones, Fred Karlin, Francis Lai, Peter Matz, Lalo Schifrin, David Shire en Patrick Williams. Gimbel ontving vier Golden Globe-nominaties, de eerste was voor het nummer Circles in the Water (met muziek van Francis Lai), geschreven voor de Amerikaanse distributie van de Franse film Live for Life uit 1967. De tweede was voor het nummer Stay (met componist Ernest Gold), gehoord in de film The Secret of Santa Vittoria uit 1969. De andere twee waren voor de nummers Richard's Window, The Other Side of the Mountain (1975) en Ready to Take a Chance Again, gebruikt in Foul Play (1978). Beide nummers, waarvan Gimbel de teksten schreef op muziek, die was gecomponeerd door zijn meest frequente medewerker Charles Fox, waren ook genomineerd voor Oscars.
In 1973 beleefde Gimbel opnieuw een groot succes, toen Roberta Flack een cover zong van Killing Me Softly with His Song. Het is geschreven in samenwerking met Charles Fox en oorspronkelijk geschreven voor bistrozangeres Lori Lieberman uit Los Angeles, nadat ze een gedicht met hen had gedeeld, dat ze had geschreven nadat ze Don McLean live in een concert had gezien. Het nummer leverde hem zijn tweede Grammy Award op voor «Song of the Year». In hetzelfde jaar werd I Got a Name van hem en Fox, opgenomen door Jim Croce uit de film The Last American Hero uit 1973, door de Young New York Film Critics uitgeroepen tot «Best Film Song». In 1979 had hij zijn enige Emmy Award-nominatie voor «Outstanding Music Composition for a Series» voor The Paper Chase, die hij opnieuw deelde met Fox. Los Angeles theaterwerk met Fox omvatte een rock/pop-versie van A Midsummer Night's Dream voor het Shakespeare Festival in de stad, te zien in het Ford Amphitheatre, en The Eleventh, dat speelde in het Sunset Theatre. Het jaar 1980 was een belangrijk jaar bij de Oscars voor Norman Gimbel met een overwinning voor «Best Original Song» (It Goes Like It Goes), geschreven met David Shire voor de film Norma Rae.
Gimbel zette zijn werkrelatie met Charles Fox voort en schreef teksten voor de themaliedjes van veel tv-series, waaronder The Bugaloos, Happy Days, Laverne & Shirley, Angie, Wonder Woman, het Emmy-winnende thema voor The Paper Chase en de soundtrack voor Pufnstuf, de filmversie uit 1970 van de serie HR Pufnstuf op zaterdagochtend uit 1969-1971.
In 1984 werd Gimbel opgenomen in de Songwriters Hall of Fame en hij bleef actief in de film tot in 2009. Hij had alle nummers geschreven, inclusief A World Without Fences voor Disney's direct-to-video tekenfilmfilm Lady and the Tramp II: Scamp's Adventure uit 2001, die een nominatie ontving voor de Video Premiere Award, naast het leveren van nummers voor The Phantom Tollbooth (1969), Where's Poppa? (1970), A Troll in Central Park (1994) en The Thief and the Cobbler (a/k/a Arabian Knight) (Amerikaanse versie van 1995). Door de jaren heen werden zijn liedjes gebruikt in meer dan negentig films met enkele van de meest populaire titels, zoals The Girl from Ipanema, gehoord in Deconstructing Harry uit 1997, Catch Me If You Can uit 2002, V for Vendetta en Mr. & Mrs. Smith uit 2005 en The Invasion uit 2007 en Sway gehoord in Shall We Dance? en 2046 uit 2004, Bella uit 2006, No Reservations uit 2007 en Paris uit 2008. Andere films die zijn liedjes gebruikten zijn Johnny Dangerously uit 1984 (met componist John Morris), Invincible (I Got a Name) uit 2006 en Click (So Nice) en de Franse film Roman de gare uit 2007, waarin zijn Engels- taalteksten van Gilbert Bécauds You See. In totaal schreef Imdb Filmography Norman Gimbel toe dat hij meer dan 646 inzendingen van zijn liedjes in films en televisie had. Hij was sinds 1970 lid van de Academy of Motion Picture Arts and Sciences.

## Overlijden
Norman Gimble overleed in december 2018 op 91-jarige leeftijd.
- Bibsys: 1007228
- Biblioteca Nacional de España: XX854854
- Bibliothèque nationale de France: cb147613278 (data)
- Gemeinsame Normdatei: 140348913
- International Standard Name Identifier: 0000 0001 2121 2959
- Library of Congress Control Number: n92093560
- Nationale Bibliotheek van Letland: 000097945
- MusicBrainz: 4b68c65a-8cb5-4c03-bb58-c1b1cf5eced1
- Nationale Bibliotheek van Tsjechië: xx0132545
- Nationale bibliotheek van Australië: 36025122
- Nationale Bibliotheek van Israël: 987007273290205171
- Nationale Bibliotheek van Polen: a0000002575799
- Nationale en Universitaire bibliotheek Zagreb: 000192151
- Nederlandse Thesaurus van Auteursnamen: 110302508
- Réseau des bibliothèques de Suisse occidentale: 02-A009351231
- SNAC: w6cv5x38
- Système universitaire de documentation: 251550990
- Trove: 1191157
- Virtual International Authority File: 13969918
- WorldCat: E39PBJdRtB39C4v6hfywK9J7HC